# Menstruationstasse

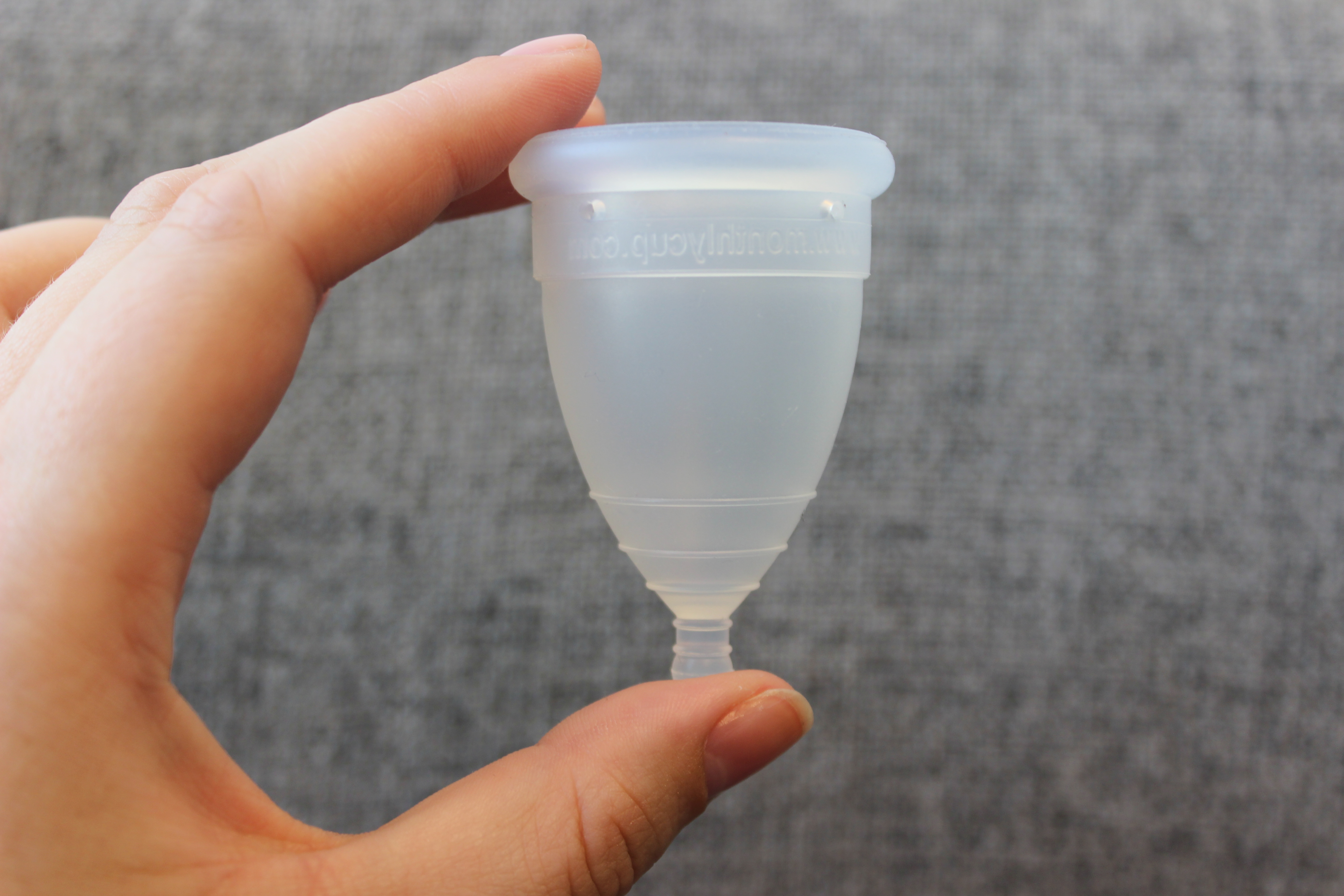
Menstruationstasse

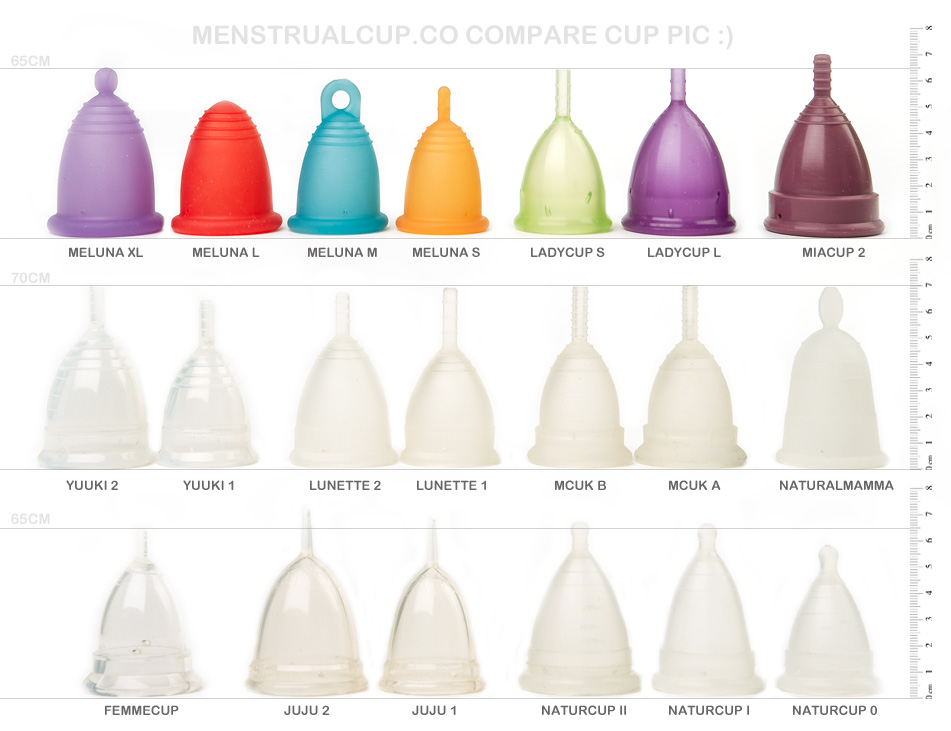
Unterschiedliche Modelle von Menstruationstassen

Eine Menstruationstasse (auch Menstasse, Menstruationsglocke, Menstruationskappe, Menstruationsbecher, Periodenbecher) ist ein meist kelchähnliches Produkt, das zum Auffangen des Menstruationssekrets in die Vagina eingeführt wird. Menstruationstassen sind wiederverwendbare Monatshygieneartikel.
Im Gegensatz zu Tampons oder Monatsbinden saugen Menstruationstassen die Menstruationssekrete nicht auf, sondern fangen die Flüssigkeit auf. Das biegsame Tässchen wird zusammengefaltet und wie ein Tampon in die Vagina eingeführt, wo es sich öffnet und bis zu 50 ml Flüssigkeit auffangen kann. Je nach Bedarf wird der kleine Behälter nach einigen Stunden entleert und kurz ausgespült, bevor er direkt wieder verwendet werden kann.
Ebenso wie vaginal anzuwendende Verhütungsmittel (z. B. das Diaphragma) werden Menstruationstassen oft aus Silikon für den medizinischen Bedarf hergestellt, es gibt aber auch Modelle aus Gummi oder aus einem thermoplastischen Elastomer. Hersteller bieten verschiedene Größen, Farben und Ausführungen an. Menstruationstassen werden mittlerweile auch in Drogerien angeboten.

## Geschichte
Als Erfinderin der ersten Menstruationstasse wird häufig die amerikanische Künstlerin Leona Chalmers genannt. Sie war die Erste, die 1937 und 1950 Menstruationstassen zum Patent anmeldete.
Es gab allerdings bereits in den 1920er Jahren eine andere Firma, die in den USA Menstruationstassen unter dem Namen „Daintette“ von der Firma Dainty Maid, Inc. angeboten hatte, ohne dass dort ein Patent angemeldet wurde.
In den 1970er Jahren bot der Hersteller Tassette Inc. die Einweg-Menstruationstasse Tassaway an, der wirtschaftliche Erfolg blieb jedoch aus, so dass die Produktion eingestellt wurde.
Seit 1987 ist die Firma The Keeper Inc. aus Cincinnati, USA mit ihrem Moon Cup, einer wiederverwendbaren Menstruationstasse, auf dem Markt vertreten. Zu diesem Zeitpunkt waren Menstruationstassen seit rund 20 Jahren nicht mehr in kommerziellem Maßstab produziert und angeboten worden.
In den westlichen Ländern trägt mittlerweile auch der Wunsch, weniger Abfall zu produzieren, zu einer zunehmenden Verbreitung von wiederverwendbaren Hygieneprodukten wie Menstruationstassen, Naturschwämmen oder Periodenunterwäsche bei. Als ein möglicher Grund für die bisher geringe Verbreitung gilt die Tatsache, dass sich mit diesem Produkt deutlich weniger Geld verdienen lässt als mit Einwegartikeln.

## Verwendung

Schematische Ansicht einer eingesetzten Menstruationstasse

Die Menstruationstasse wird meist zusammengefaltet in die Vagina eingeführt, dort entfaltet sie sich zu der charakteristischen Becherform. Korrekt eingesetzt wird die Tasse sowohl von der Scheidenmuskulatur als auch durch den entstehenden Unterdruck gehalten. Anstatt zu wechseln, wird die Tasse entnommen, entleert, ausgespült und wieder eingesetzt. Nach der Menstruation wird die Tasse mit Sterilisationstabletten oder durch thermische Sterilisation mittels Auskochen oder Dampfsterilisation im Sterilisator sterilisiert.
Menstruationstassen können während der Periode für sechs bis zwölf Stunden in der Vagina verbleiben und lassen sich fünf bis zehn Jahre lang verwenden. Eine Studie, bei der Tamponverwenderinnen die Menstruationstasse über einen gewissen Zeitraum ausprobierten, zeigte, dass dabei die Mehrheit der Versuchsteilnehmerinnen sich auch nach Ende des Studienzeitraumes für Menstruationstassen entschied.
Gemäß einer repräsentativen Studie aus dem Jahr 2019 unter Frauen im Alter zwischen 15 und 49 Jahren in Deutschland greifen knapp 80 % der Befragten auf Tampons als Menstruationshygieneprodukt zurück, während zwei Drittel Binden verwenden. Etwa 13 % der befragten Frauen verwenden Menstruationstassen.

## Größen
Da jede Vagina anders dimensioniert ist, kann nur eine Menstruationstasse in der richtigen Größe optimalen Halt finden. Aufgrund der Fülle an Herstellern von Menstruationstassen bieten die jeweiligen Angaben der Hersteller einen Anhaltspunkt zur Bestimmung der passenden Größe. Ein weiterer relevanter Faktor zur Ermittlung der geeigneten Größe ist die Beschaffenheit des Beckenbodens.

## Eigenschaften

### Ökobilanz

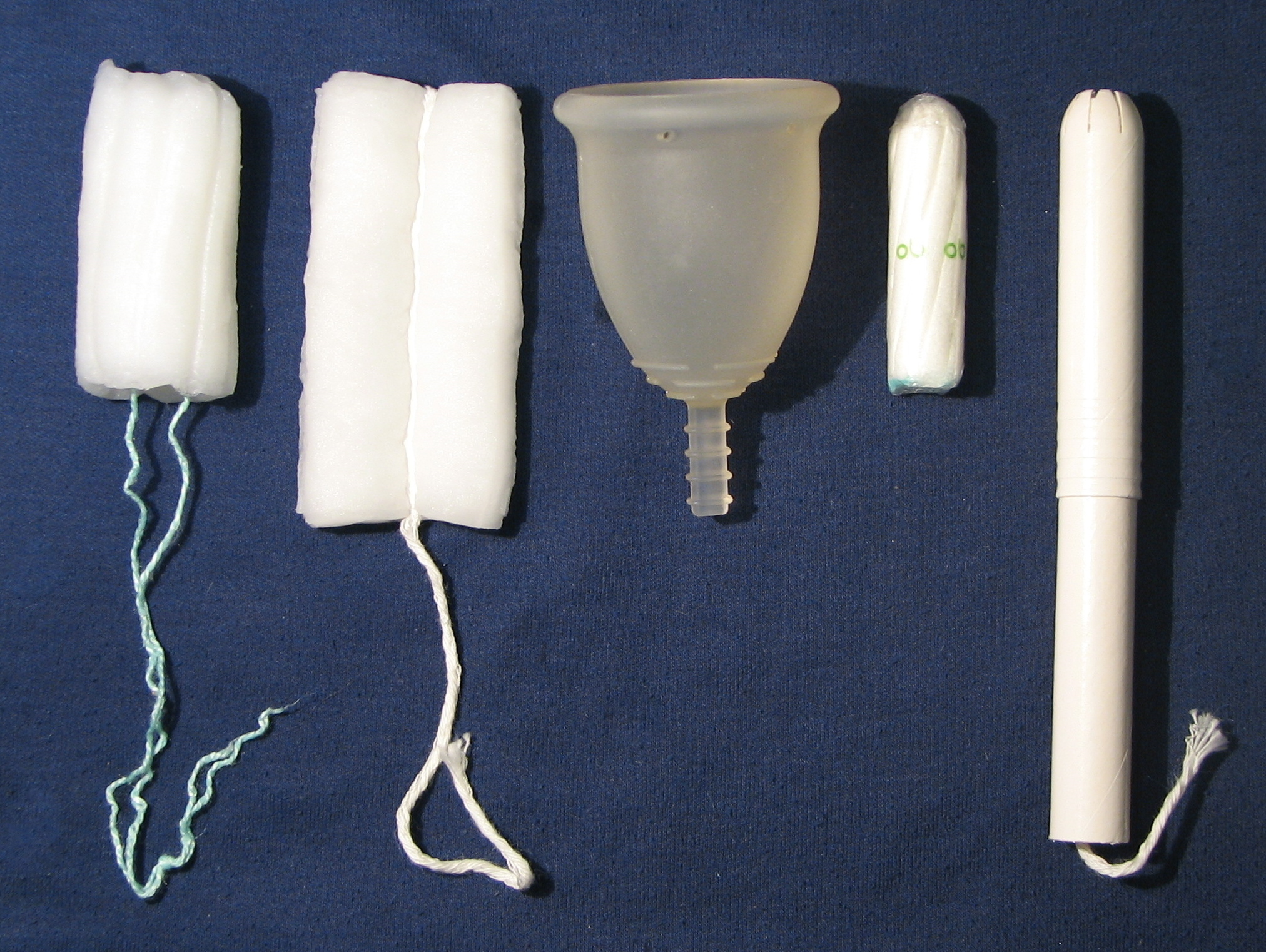
Eine große Menstruationstasse kann bis zu drei Mal so viel Flüssigkeit aufnehmen wie ein Tampon und hält bis zu zehn Jahre

Menstruationstassen werden unter anderem aus ökologischen Gründen zur Vermeidung von Müll empfohlen, der bei der Verwendung von Einwegprodukten entsteht.
Im Laufe des Lebens verwendet eine Frau rund 17.000 Tampons und Binden.
Hochgerechnet wurden allein in Nordamerika im Jahr 2019 rund 20 Milliarden Binden, Tampons und die, besonders in Nordamerika verbreiteten, Einführhilfen für Tampons über den Hausmüll entsorgt.

### Verträglichkeit
Da die Menstruationstasse aus Silikon, thermoplastischem Elastomer oder Gummi hergestellt wird, trocknet sie die Scheidenflora nicht aus und soll dadurch keine Infektionen oder Scheidenpilze hervorrufen.
Eine Untersuchung durch Öko-Test wies in 11 von 17 Monatshygieneprodukten Rückstände von Chemikalien nach. Neben Bleichmitteln konnten unter anderem Dioxin und Formaldehyd nachgewiesen werden, Produkte mit Baumwollanteil wiesen zudem Rückstände von Pestiziden auf. Derartige Belastungen der Schleimhäute im Intimbereich können durch die Verwendung von Menstruationstassen vermieden werden.

### Kostenbilanz
Im Vergleich zu Wegwerfhygiene ist die Verwendung einer Menstruationstasse nicht nur ökologischer, sondern auch deutlich günstiger, da nach der Anschaffung über lange Zeit keine zusätzlichen Kosten entstehen. Frauen menstruieren im Durchschnitt alle vier Wochen für drei bis sieben Tage. Insgesamt führt das zu 456 Perioden an insgesamt 2280 Tagen oder sechs zusammenhängenden Jahren. Im Jahr 2017 berechnete eine amerikanische Journalistin, dass sie in ihrem Leben etwa 15.500 Euro für Menstruationsprodukte und damit verbundene Kosten wie Schmerzmittel ausgeben wird. Obwohl es in Deutschland keine Studien zu den Kosten der Menstruation gibt, ist bekannt, dass die Mehrheit der Frauen Einwegprodukte wie Tampons und Binden verwendet. Laut einer Umfrage des Hamburger Marktforschungsinstituts Splendid Research aus dem Jahr 2019 kauften 96 Prozent der befragten Frauen Einwegprodukte. Im Landkreis Starnberg hat der lokale Abfallentsorgungsbetrieb als erster in Deutschland den bisherigen Zuschuss für Stoffwindeln auch auf Menstruationstassen und andere wiederverwendbare Periodenprodukte ausgeweitet, um einen finanziellen Anreiz zur Müllvermeidung zu schaffen.

### Geruchsvermeidung
Da die Menstruationstasse gefaltet eingeführt wird und daher kein Sauerstoff zum Menstruationsblut gelangt, entstehen keine unangenehmen Gerüche. Darüber hinaus kann der Kontakt mit körperbelastenden Stoffen vermieden werden, wie sie in Tampons und Binden, die eventuell gebleicht oder chemisch behandelt sind, vorkommen können.

### Hygiene bei der Verwendung außer Haus

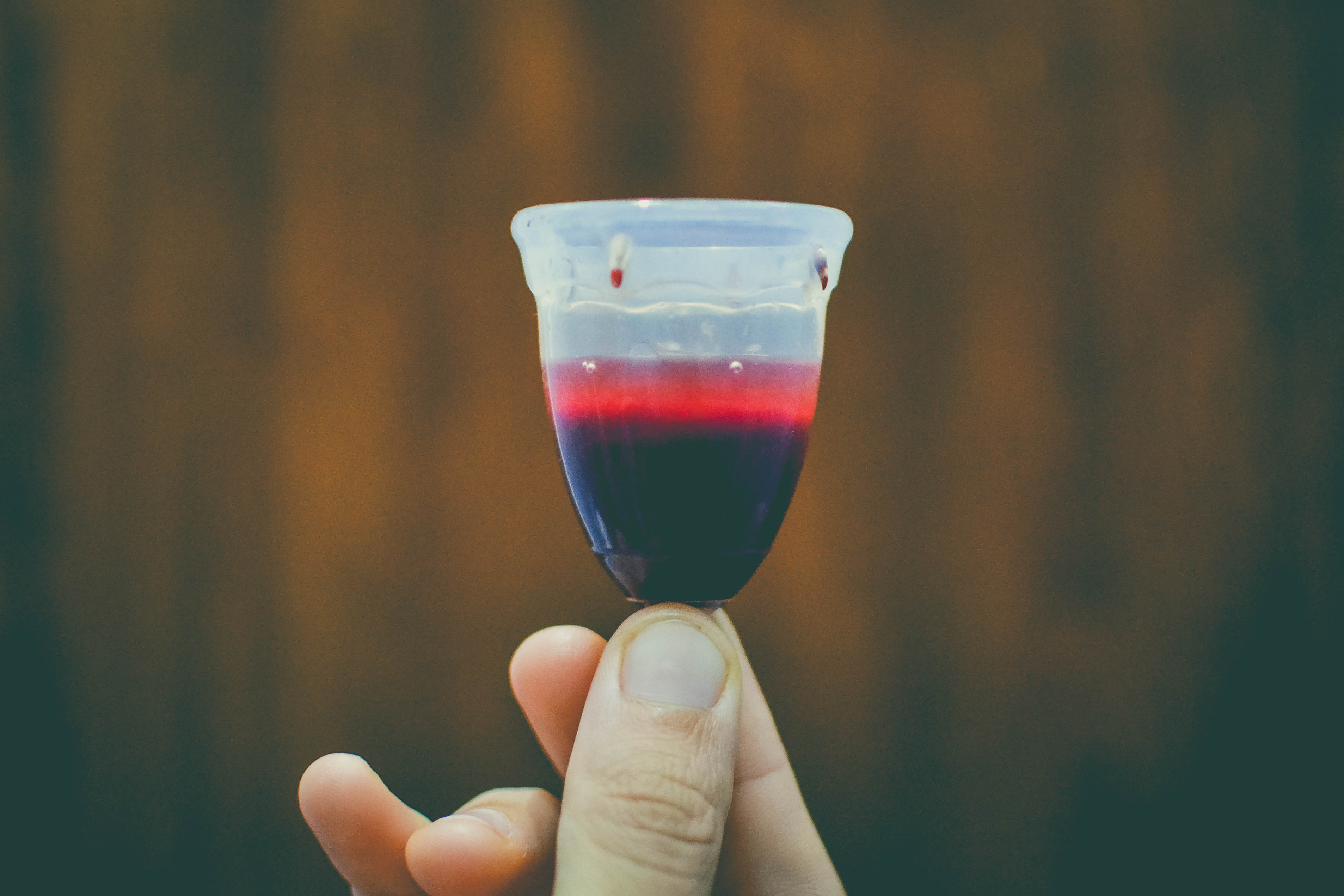
Gefüllte Menstruationstasse

Die Tasse in gemeinsam genutzten Toiletten zu reinigen, wenn sich das Waschbecken im Vorraum befindet, ist vielen Frauen unangenehm. Eine Alternative ist das Auswischen mit Toilettenpapier, oder das Ausspülen der Kappe mit mitgeführtem Wasser in der Toilettenkabine. Herkömmliche Feuchttücher sollten dagegen nicht verwendet werden. Zahlreiche Hersteller bieten jedoch spezielle Feuchttücher auf Wasser- und Alkoholbasis an, die zur Reinigung und Desinfektion von Menstruationstassen konzipiert sind. An Tagen mit einer starken Blutung ist es alternativ auch möglich, eine frische Ersatztasse in einer geeigneten Verpackung dabeizuhaben.
Da die Tasse ohne Probleme bis zu zwölf Stunden getragen werden kann, ist ein Leeren in öffentlichen Toiletten meistens nicht nötig.

### Zusätzliche Einsatzgebiete
Die Menstruationstasse kann bereits vor Beginn der Periode eingesetzt und auch nach dem Coitus zum Sammeln der Samenflüssigkeit getragen werden. Menstruationstassen können je nach Größe ein größeres Aufnahmevermögen als Tampons haben. Auch in Situationen, in denen eine Entsorgung der Hygieneprodukte schwierig sein kann, wie etwa auf Toiletten ohne Abfalleimer, auf Trekkingtouren oder Reisen in unwegsame Gebiete, bietet sich die Nutzung wiederverwendbarer Produkte an.

## Bedeutung in Entwicklungsländern

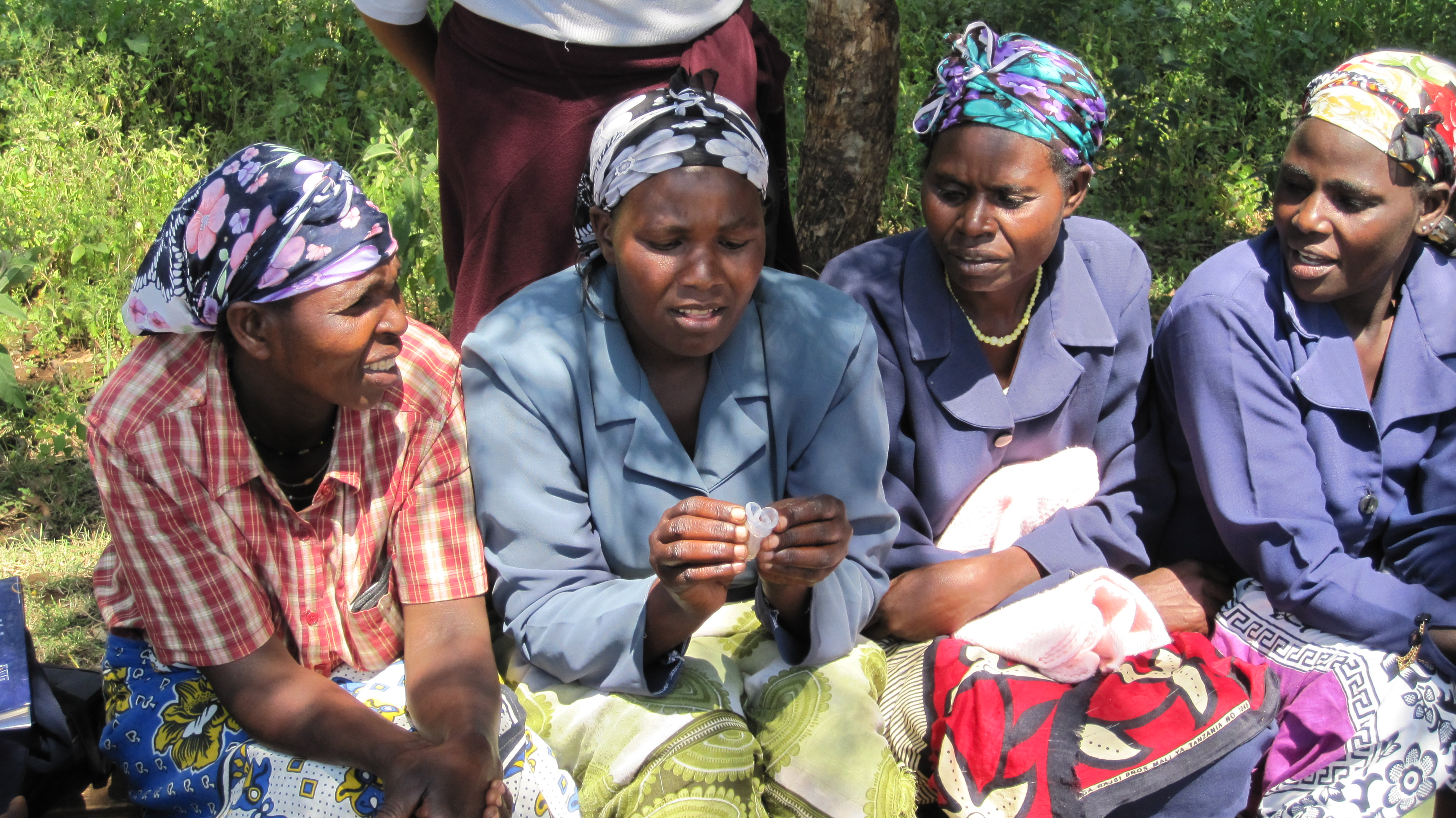
Frauen in Kenia bei einer Aufklärungsveranstaltung

UNICEF hat mittlerweile sogar eine Aufklärungskampagne zum Thema Menstruation ins Leben gerufen. Obwohl eine Frau etwa sieben Jahre in ihrem Leben menstruiert, sind viele Mädchen nicht ausreichend über die dazugehörigen körperlichen Vorgänge aufgeklärt. Unzureichende Hygiene kann zu urogenitalen Infektionen führen. Darüber hinaus sind Wegwerfprodukte zur einmaligen Nutzung in Entwicklungsländern für die meisten Frauen zu teuer. Da 2,3 Milliarden Menschen keinen Zugang zu sanitären Anlagen haben und in den ärmsten Ländern nur 27 Prozent der Bevölkerung fließendes Wasser und die Möglichkeit haben, sich mit Seife die Hände zu waschen, stellt die Menstruation für die hier lebenden Mädchen und Frauen ein Gesundheitsrisiko dar. Darüber hinaus verfügt nur etwa die Hälfte der Schulen in diesen Ländern über einen Wasseranschluss und die sanitären Anlagen, die einen hygienischen Umgang mit der Periode ermöglichen würden, so dass viele Mädchen während der Menstruation nicht zur Schule kommen.
Nach Angaben der Vereinten Nationen haben weltweit betrachtet zu jedem Zeitpunkt über 800 Millionen Frauen ihre Periode. Viele haben nicht nur keinen bis wenig Zugang zu entsprechenden Hygieneprodukten und sanitären Anlagen, sie sind darüber hinaus Opfer von Stigmatisierung. Drei Schwestern aus Singapur, Herstellerinnen des Freedom Cup, arbeiten mit den Vereinten Nationen zusammen, um diese Stigmatisierung zunächst sichtbar zu machen, um sie dann abbauen zu können. Sie berichten, dass Mädchen z. B. in Nepal während ihrer Menstruation in speziellen Hütten am Rand des Dorfes leben müssen. Die Tradition verlangt von ihnen, dass sie sich von der Gemeinschaft fernhalten, und Scham hält sie darüber hinaus davon ab, ihre Menstruationstücher oft genug auszuwaschen, so dass sie Infektionen riskieren. Während Frauen aus wohlhabenden Ländern die Cups also oftmals in erster Linie nutzen, um weniger Abfall zu produzieren, können sich Frauen aus armen Ländern einfach keine Wegwerfprodukte leisten. Wenn Mädchen darüber hinaus Schulunterricht aufgrund ihrer Periode versäumen, wirkt sich das negativ auf ihre beruflichen Möglichkeiten aus.
Da einige Kulturkreise außerdem nach wie vor sehr hohen Wert auf Jungfräulichkeit (bzw. ein intaktes Hymen) bei der Eheschließung legen, gibt es diesbezüglich Vorurteile, was die Verwendung von Menstruationstassen bei unverheirateten Mädchen und Frauen betrifft.
Berichten zufolge ist die Ansicht, ein Mädchen würde durch das Einführen von Monatshygiene seine Jungfräulichkeit verlieren, u. a. in afrikanischen Ländern weit verbreitet. Neben der Bereitstellung der Hygieneprodukte ist also zusätzlich notwendig, die Bevölkerung über die Anwendung und die Vorteile von Menstruationstassen zu informieren. Ebby Weyime, die einzige Herstellerin von Menstruationstassen in Kenia, vertreibt daher nicht nur ihr Produkt, den Grace Cup, sondern leistet ergänzende Aufklärungsarbeit.

## Anbieter

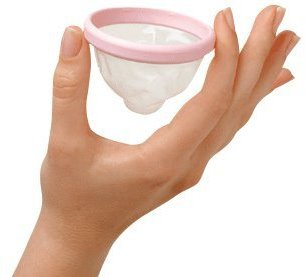
Sogenannte Softcups erinnern optisch stark an ein Diaphragma

Menstruationstassen werden mittlerweile von zahlreichen Herstellern in vielen unterschiedlichen Ausführungen angeboten. Ein Teil der Anbieter trat bereits vorher im Bereich der Monatshygiene in Erscheinung, während andere Produzenten aus dem gynäkologischen Bereich kommen oder bereits ein Sortiment an anderen Silikonprodukten für die intime Anwendung im Angebot haben.
Zu dem klassischen Zubehör gehören Beutel oder Aufbewahrungsdosen sowie Reinigungstücher für unterwegs, die viele Hersteller, aber auch Drogeriemärkte vertreiben.
Einige Hersteller bieten Menstruationstassen an, die digital mit einer App gekoppelt sind. Diese Kombination ermöglicht es, Informationen über die aktuelle Füllmenge, die gesamte Blutmenge und -farbe sowie die Basaltemperatur zu erfassen und anzuzeigen.
Ein ähnliches Produkt zur Menstruationstasse ist der Softcup, der nicht wiederverwendbar ist. Er besteht aus einem Plastikring mit einer dünnen Polymerfolie als Auffangbehälter, wird vaginal eingeführt und vor der Zervix platziert. Wie auch die Menstruationstasse kann dieser während des Geschlechtsverkehrs intravaginal belassen werden.